# Leistungsqualifizierung
Die Leistungsqualifizierung (englisch performance qualification) ist ein Bestandteil der Anlagen- oder Gerätequalifizierung, welche vor allem in der GMP-konformen industriellen Herstellung von behördlich kontrollierten Produkten (z. B. von Arzneimitteln) als Teil der Qualitätssicherung zur Anwendung kommt. Sie wird nach der Installationsqualifizierung und der Funktionsqualifizierung ausgeführt, um die fortlaufende Qualität der Messresultate z. B. von analytischen Instrumenten zu gewährleisten. Dabei wird, wenn erforderlich, eine Kalibrierung gemäß Standardvorgehensweisen vorgenommen.

## Laborgeräte
In der pharmazeutischen Qualitätskontrolle unterscheidet man grundsätzlich zwischen drei verschiedenen Arten von Laborgeräten (gemäß United States Pharmacopeia: Kategorie A,B und C). Gruppe A (einfache Instrumente), Gruppe B (u. a. Thermometer, pH-Meter, Refraktometer) und Gruppe C (computergesteuerte Geräte wie HPLC, GC, NIR, etc.). Diese unterliegen verschiedenen Anforderungen was ihre Leistungsqualifizierung betrifft.
Im Bezug auf analytische Geräte in der pharmazeutischen Qualitätskontrolle entspricht die Leistungsqualifizierung (Performance Qualification) der Operation Qualification (OQ). In der Regel werden die Kriterien für die Operation Qualification weniger streng gewählt als für die Installation Qualification (IQ). Mit diesem Vorgehen kann der fortlaufende Betrieb der Geräte unter regelmäßiger Kalibrierung gewährleistet werden, ohne Geräte auszuschließen, welche unter normalen Nutzungsbedingungen einwandfrei funktionieren.
Obwohl es keine allgemein gültige Anforderungen für die Gerätequalifizierung gibt, sind die folgenden Regelwerke geeignete Ausgangspunkte um Kriterien der Leistungsqualifizierung zu erstellen:
- EG-GMP-Leitfaden, Kap. 3 und Annex 15 und AMWHV, § 5
- ISO 17025
- Für anlagenspezifische, detaillierte Anforderungen: EDQM Quality management guidelines
- Allgemeine Anforderungen der Arzneibücher
- USP General Chapter <1058> “Analytical Instrument Qualification”
- Normen (DIN, EN, ISO)